# Emil Tsjacharov
Emil Tsjacharov (Boergas, 29 juni 1948 - Parijs, 4 augustus 1991) was een Bulgaars dirigent.

## Levensloop
Op elfjarige leeftijd werd Tsjacharov toegelaten op het conservatorium van Sofia. In 1971 verhuisde hij naar Berlijn om er te gaan studeren en werken bij Herbert von Karajan. Later werd hij diens assistent en reisde samen met hem en het Berliner Philharmoniker naar Japan en China.
Als gastdirigent leidde Tsjacharov in de jaren 1980 het Los Angeles Philharmonic Orchestra, het Boston Symphony Orchestra en het orkest van de Scala van Milaan. In 1983 kwam hij bij De Philharmonie in Antwerpen (nu: Antwerp Symphony Orchestra) terecht waar hij als eerste de functie van artistiek directeur waarnam. In 1991 overleed Tsjacharov aan de gevolgen van aids.
- Bibsys: 1066270
- Bibliothèque nationale de France: cb13927735t (data)
- Gemeinsame Normdatei: 129207411
- International Standard Name Identifier: 0000 0000 8388 9482
- Library of Congress Control Number: n79107028
- Nationale Bibliotheek van Letland: 000185340
- MusicBrainz: 29313407-e71b-4a0a-954d-9fea2a92887a
- Nationale Bibliotheek van Tsjechië: mzk2009512063
- Nationale bibliotheek van Australië: 35370714
- Nationale Bibliotheek van Israël: 987007426224805171
- Nederlandse Thesaurus van Auteursnamen: 316297089
- Système universitaire de documentation: 157336778
- Virtual International Authority File: 64194220
- WorldCat: E39PBJtcDgMHyXT8FxGGXvfKBP